# Hemipera nicolli
Hemipera nicolli är en plattmaskart. Hemipera nicolli ingår i släktet Hemipera och familjen Hemiuridae. Inga underarter finns listade i Catalogue of Life.